# Eucalyptus percostata
Eucalyptus percostata là một loài thực vật có hoa trong Họ Đào kim nương. Loài này được Brooker & P.J.Lang mô tả khoa học đầu tiên năm 1990.